# Kubbholmen
Ne doit pas être confondu avec Kubbholmen (Bømlo).
Kubbholmen est une île norvégienne dans le comté de Hordaland. Elle appartient administrativement à Austevoll.

## Géographie
Rocheuse et couverte d'une légère végétation, à fleur d'eau, elle s'étend sur environ 175 m de longueur pour une largeur approximative de 135 m. 